# Peugeot 908 HDi FAP
Peugeot 908 HDi FAP — гоночный автомобиль, разработанный компанией Peugeot, для участия в гонках на выносливость. Автомобиль принимал активное участие в Европейской серии Ле-Ман (ELMS) в период с 2007 по 2010 год.

## История создания

### Техническая команда
Peugeot 908 HDi FAP был полностью разработан компанией Automobiles Peugeot (Peugeot Sport) под техническим руководством Бруно Фамина. Непосредственное участие в создании автомобиля приняли следующие лица: Жан-Марк Шмит, Патрис Лакур, Паоло Катон, Клод Гуллилос и Гийом Каттелани.

### Технические характеристики
Как и основной конкурент Audi R10 Peugeot 908 HDi FAP был оснащен дизельным 12-цилиндровым HDi двигателем с турбонаддувом (дизельный впрыск высокого давления) и 2 противосажевыми фильтрами. При испытаниях двигатель развивал мощность от 700 до 800 лошадиных сил.
Всего было построено 12 шасси. Из этих 12 шасси 2 были уничтожены, а 1 использовалось только для испытаний и никогда не участвовало в соревнованиях.
На финальном этапе чемпионата Европейской серии Ле-Ман команда Peugeot Sport также показала публике новую модель Peugeot 908 HDi FAP с двигателем, оснащенным гибридной системой восстановления кинетической энергии. Данная система позволяет восстанавливать и сохранять часть кинетической энергии автомобиля во время торможения. У обычного автомобиля кинетическая энергия исчезает в виде тепла, выделяющегося при торможении. В свою очередь сохраняющаяся энергия позволяет увеличить коэффициент полезного действия автомобиля.
Данная технология, отраженная на представленной модели вбирала в себя следующие элементы:
— электрический двигатель мощностью 60 кВт, расположенный на местоположении традиционного стартерного мотора и связанный с коробкой передач через каскад шестеренок;
— ряд специальных батарей, позволяющих накапливать энергию с помощью 600 литий-ионных аккумуляторов, сгруппированных в 10 групп (6 в кабине на месте традиционной батареи и 4 в нижней левой части автомобиля);
— электрический конвертер энергии (расположенный в задней части левого бокового крыла), который контролирует потоки энергии между батареями и двигателем-генератором.

## Гоночная история
Разработанный компанией Peugeot Sport, Peugeot 908 HDi FAP был впервые представлен публике в качестве модели на Парижском автосалоне в сентябре 2006 года. Peugeot 908 HDi FAP дебютировал 15 апреля 2007 года на гонке 1000 км Монца. В гонке участвовало два Peugeot 908 HDi FAP. Одному из них, пилотируемому Марком Жене и Николя Минасяном, удалось занять первое место, второй автомобиль финишировал третьим. На данной гонке Peugeot 908 HDi FAP удалось обойти основного соперника Audi R10 на один круг.
В 2008 году Peugeot 908 HDi FAP, пилотируемый Жаком Вильнёвом, Марком Жене и Николя Минасяном, занял второе место на гонке 24-часа Ле-Мана. Кроме того, Peugeot 908 HDi FAP, управляемому Кристианом Клином, Франком Монтаньи и Рикардо Зонтой, удалось прийти третьими. При этом Peugeot 908 HDi FAP за рулем которого были Стефан Сарразан, Педру Лами и Александра Вурца финишировал лишь пятым из-за проблем с коробкой передач.
В 2009 году команда Peugeot Sport Total, состоящая из гонщиков Дэвида Брэбэма, Марка Жене и Александра Вурца, выиграла 24-часовую гонку в Ле-Мане на Peugeot 908 HDi FAP.
Однако в 2010 году все Peugeot 908 HDi FAP потерпели неудачу. Уже в 2011 году заводская команда Peugeot на гоночных сериях использует только новый Peugeot 908, отказавшись от Peugeot 908 HDi FAP. В свою очередь гоночная команда Oreca продолжает использовать Peugeot 908 HDi FAP в соответствующих турнирах